# Gullegem

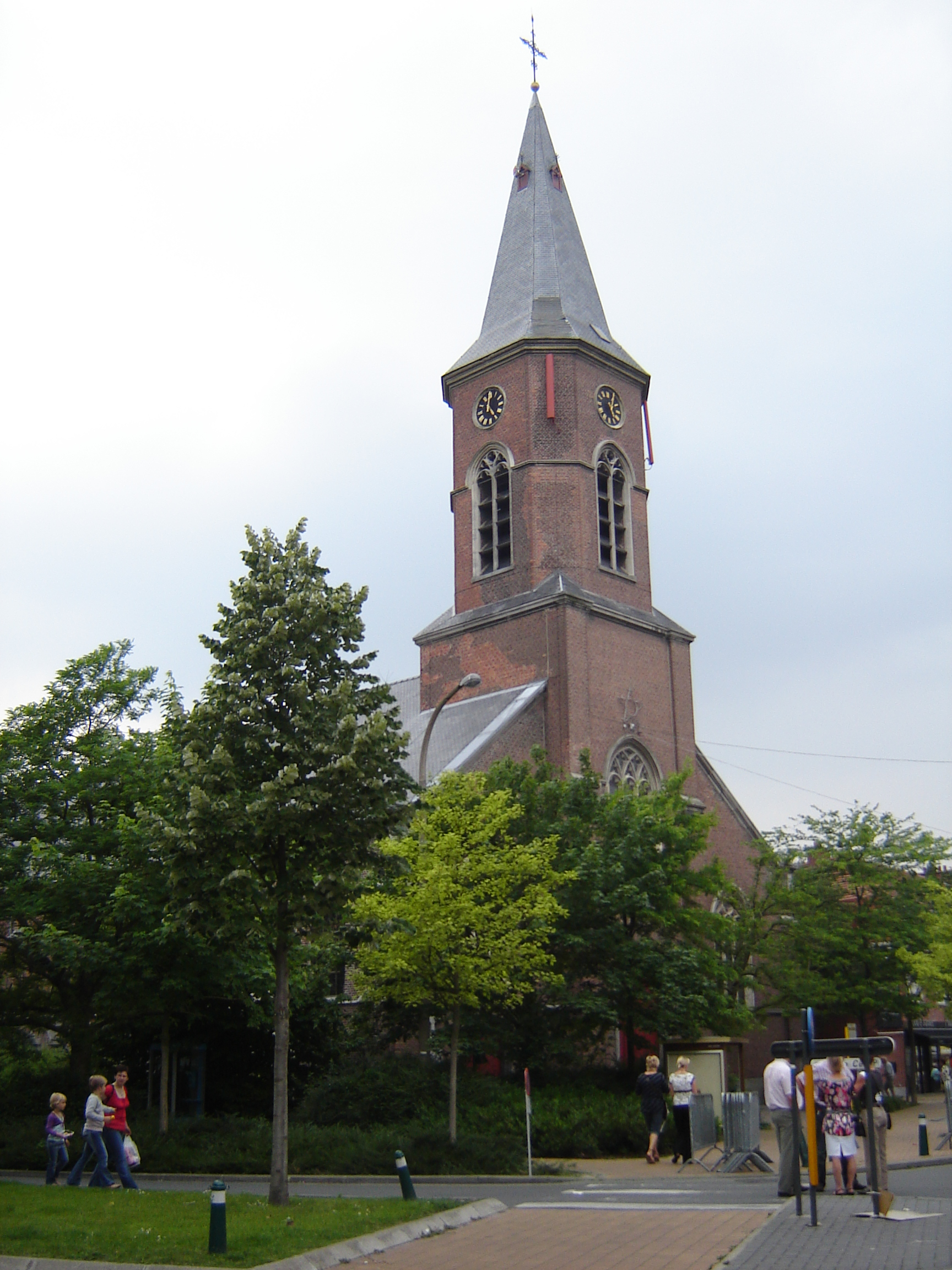
L'église Saint-Amand.

Gullegem est une section de la commune belge de Wevelgem, en province de Flandre-Occidentale. C'était une commune à part entière avant la fusion des communes de 1977.

## Géographie
Gullegem est limitrophe des localités de Winkel-Saint-Éloi, Heule, Bissegem, Wevelgem (section de commune) et Moorsele.
Le village est fortement urbanisé. Il est séparé du chef-lieu (Wevelgem) par l'échangeur de Moorsele et est presque relié à la ville de Courtrai dont il n'est séparé que par le R8.

### Quartiers
- Hoge Kouter
- Lage Kouter
- Losweg
- Westakker
- Ter Walle
- Ter Winkel : Dreef ter Winkel, Beekstraat, Sint-Amandusdreef, Zevenkaven, Meiweg
- Het Lommergoed
- Pereboomhof
- Kwadries
- Het Zegerplein

## Démographie

### Évolution démographique
- Sources : INS, Rem. : 1831 jusqu'en 1970 = recensements, 1976 = nombre d'habitants au 31 décembre[3].

## Économie
Le zoning industriel de Gullegem-Moorsele s'étend partiellement sur la localité.

## Culture
Chaque année depuis 1974 a lieu un défilé carnavalesque le dimanche précédant le mercredi des Cendres : il est organisé par l'association communale  Gemeentelijke Carnavalsvereniging Orde van de Vlaskapelle.
Gullegem a également un cercle historique : De Meiboom.

## Curiosités
- Le domaine provincial Bergelen
- La patinoire Finlandia